# Justyna Dobrosz-Oracz
Justyna Dobrosz-Oracz (ur. 31 marca 1978) – polska dziennikarka, prezenterka i korespondentka sejmowa. W latach 2010–2016 reporterka Wiadomości na antenie TVP1. W latach 2016–2024 związana z „Gazetą Wyborczą”, od 2024 ponownie w TVP.

## Życiorys
Uczęszczała do klasy filmowej w I Liceum Ogólnokształcącym we Wrocławiu. Ukończyła studia na Wydziale Dziennikarstwa i Nauk Politycznych Uniwersytetu Warszawskiego.
W 2000 podjęła pracę w Telewizji Polskiej. Początkowo pracowała w redakcji „Teleexpressu”, następnie od 2007 na antenie telewizyjnej Jedynki prowadziła programy publicystyczne: Z refleksem, Kwadrans po ósmej i Polityka przy kawie. W 2010 została reporterką sejmową Wiadomości. W styczniu 2016 – po objęciu stanowiska prezesa TVP przez Jacka Kurskiego – została zwolniona wraz z kilkunastoma innymi dziennikarzami. Według relacji Dobrosz-Oracz od ówczesnego szefa Telewizyjnej Agencji Informacyjnej Mariusza Pilisa miała usłyszeć wówczas, że w mediach publicznych „wieje wiatr zmian”.
W latach 2016–2024 była reporterką w dziale wideo i redaktorką w dziale Kraj „Gazety Wyborczej”. Dla serwisu wyborcza.pl przygotowywała reportaże z Sejmu. Występowała również jako komentatorka w TVN24 w programie Loża prasowa oraz w Tak jest.
Od 1 lutego 2024 ponownie podjęła pracę w TVP. Na antenie kanału TVP Info prowadzi programy publicystyczne Pytanie dnia, Bez trybu oraz Woronicza 17. Prowadziła też program Gość Poranka.

## Nagrody
- Jej cykl wywiadów I kto tu rządzi? był nominowany w 2020 do nagrody Best Stream Awards w kategorii publicystyka[6][13].
- W 2022 roku utrzymała nagrodę magazynu VIP dla „gwiazdy dziennikarstwa”[6][13].
- W 2023 roku otrzymała statuetkę Radia Kolor w kategorii Kobieta Koloru w plebiscycie Grube Ryby 2023[14][15]
- W 2024 otrzymała nagrodę Grand Press 2024 w plebiscycie Dziennikarz Roku.

## Życie prywatne
Jest córką Janusza Dobrosza, polityka, wicemarszałka Sejmu V kadencji. Ma dwie siostry.
W 2007 r. zawarła związek małżeński z Pawłem Oraczem.